# Georg Maria Eckert

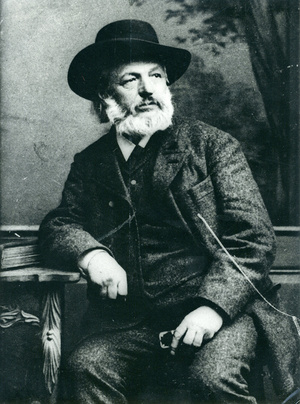
Georg Maria Eckert, um 1880

Georg Maria Eckert (* 17. September 1828 in Heidelberg; † 22. Januar 1901 in Karlsruhe) war ein deutscher Landschaftsmaler der Düsseldorfer Schule sowie Kunstlehrer, Fotograf, Modellbauer und Sammler badischer Trachten.

## Leben

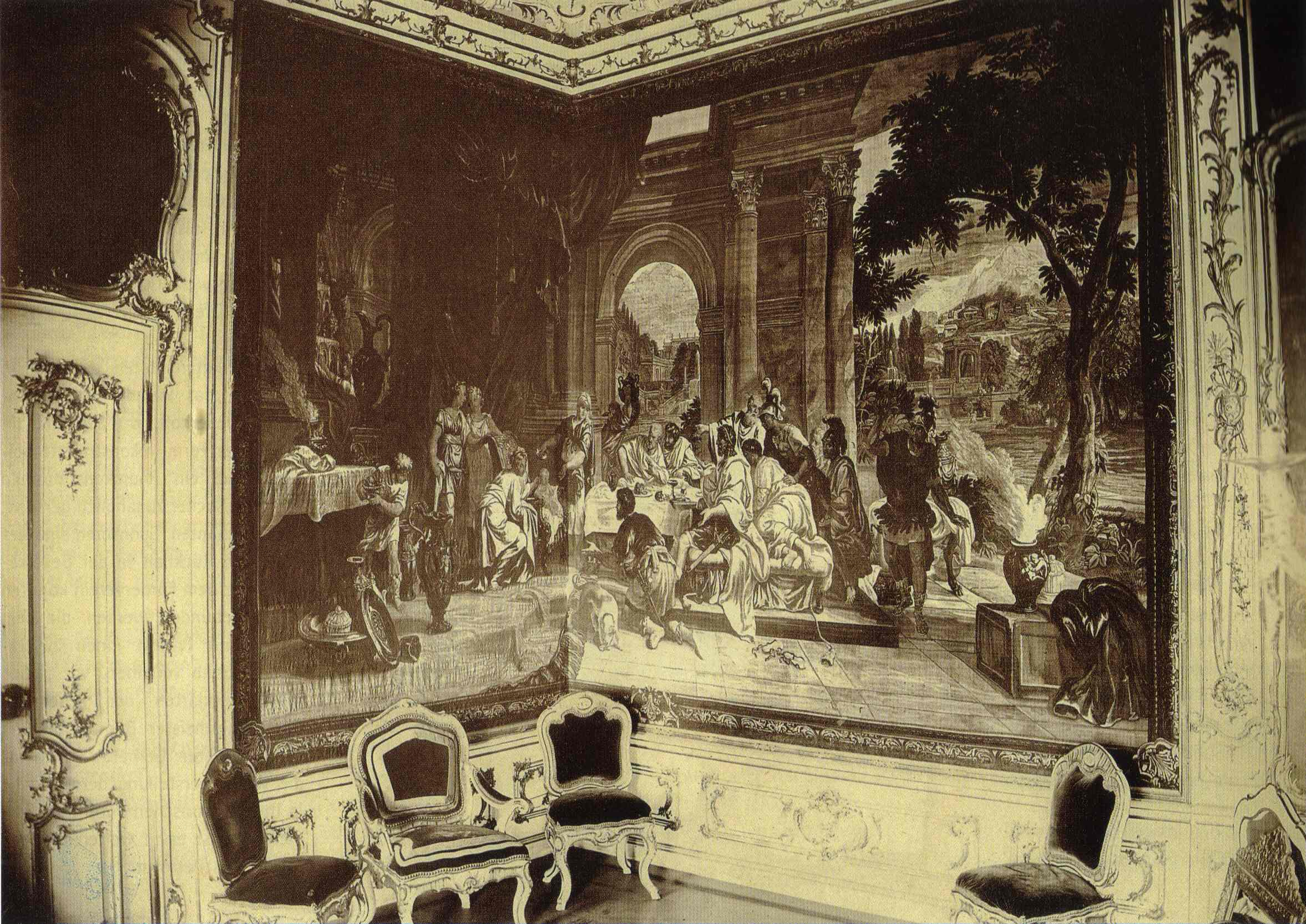
Foto aus dem Thronsaal von Schloss Bruchsal, 1870

Dank früh erkanntem künstlerischen Talent erhielt Eckert 18-jährig ein Stipendium für ein Malereistudium an der Kunstakademie Düsseldorf. Mit zwanzig Jahren wechselte er nach München. Von dort aus unternahm er Studienreisen in oberbayerische Umland, nach Italien und in die Schweiz. Dann kehrte er nach Düsseldorf zurück, wo er in den Jahren 1850 bis 1852 die Landschafterklasse von Johann Wilhelm Schirmer besuchte. Anschließend arbeitete er als Kunstlehrer und Landschaftsmaler in Heidelberg, wo er 1858 heiratete. Ab 1867 befasste er sich mit der Fotografie. Insbesondere für Landschaftsmaler und Architekten gab er Fotomappen mit landschaftlichen und architektonischen Aufnahmen aus Elsaß-Lothringen (1871), vom Rhein von Mainz bis Köln, vom Schwarzwald und vom Odenwald, von den Schlössern zu Heidelberg, Bruchsal und Karlsruhe, von den Grabmälern der Pforzheimer Hofkirche sowie – im Auftrag des Großherzogs von Baden – von der Insel Mainau und von anderen badischen Schlossanlagen heraus. Eckert fotografierte während des Deutsch-französischen Kriegs von 180/71 die Zerstörungen in Straßburg. 1877 erlitt Eckert „durch widrige Umstände“ große finanzielle Verluste, die ihn zur Aufgabe der Fotografie zwangen. Er zog nach Karlsruhe und arbeitete wieder als Landschaftsmaler. Sein volkskundliches Interesse ließ ihn auch Trachten malen und sammeln. Ferner begann er für die Großherzogliche Sammlung Karlsruhe große Modelle von Häusern und Hauskomplexen herzustellen, unter anderem große Schwarzwaldhäuser samt Zimmereinrichtungen, Schwarzwälder Sägemühlen mit ihrer ländlichen Umgebung sowie ein Hofanlage aus dem Odenwald. 1890 erhielt er durch Erlass des großherzoglich-badischen Ministeriums für Justiz, Kultus und Unterricht von der Direktion der Großherzoglichen Altertumssammlungen den Auftrag, badische Volkstrachten zu sammeln. Dieser Auftrag ließ ihn neun Jahre Forschungsreisen durch alle Teile des Großherzogtums und Vorarbeiten zur Ausstellung badischer Trachten und ländlicher Hausgeräte unternehmen. Ohne dass eine Ausstellung zustande kam, starb Eckert 1901 an einem Schlaganfall.

## Werke (Auswahl)
Malerei
- Heidelberg im Jänner 1850, 1850
- Schloss Schrozberg, 1858
- Alpenländischer Gebirgssee, 1863

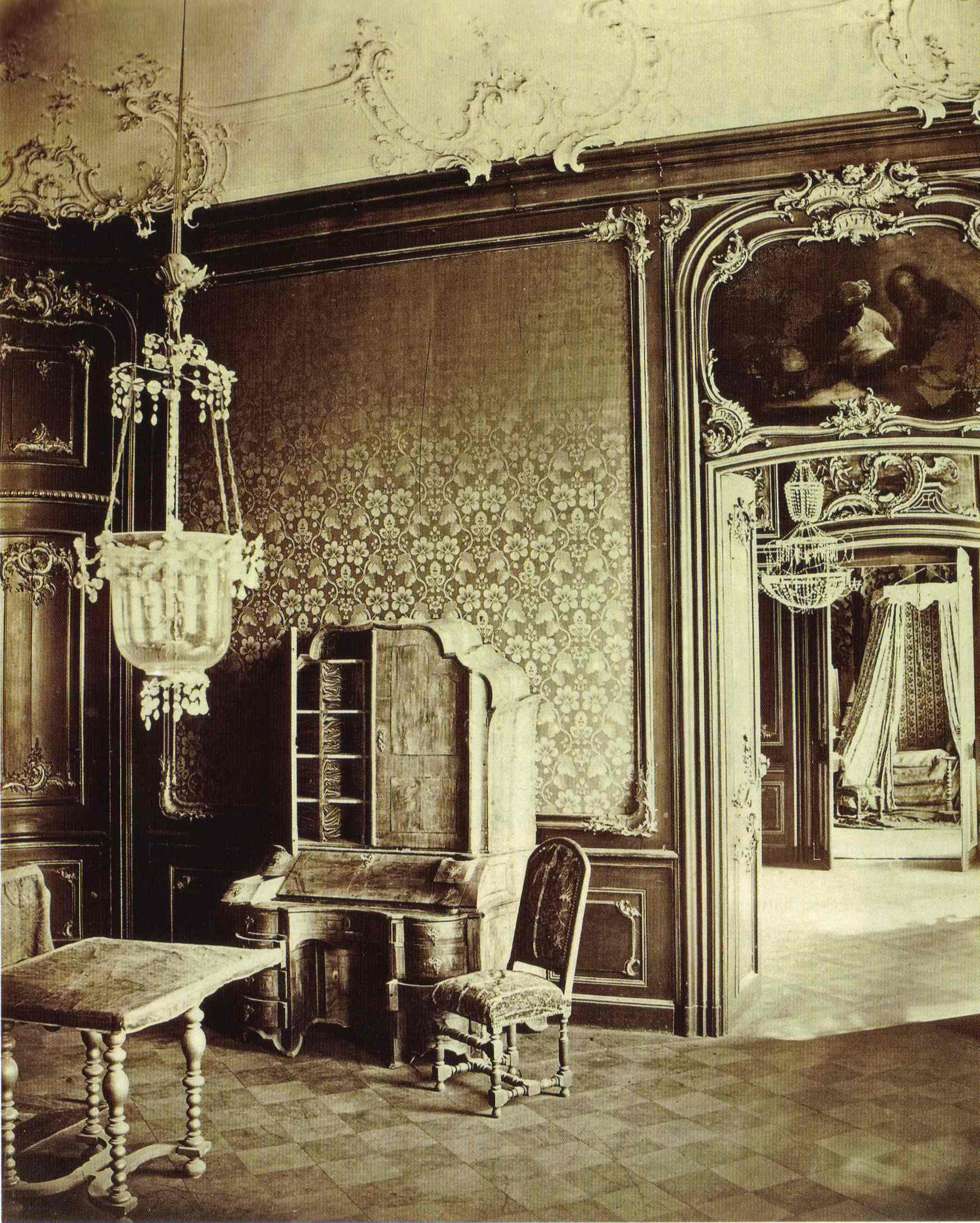
Foto der Zimmerflucht mit Pagenzimmer, Watteaukabinett und Schlafzimmer im Schloss Bruchsal, 1870

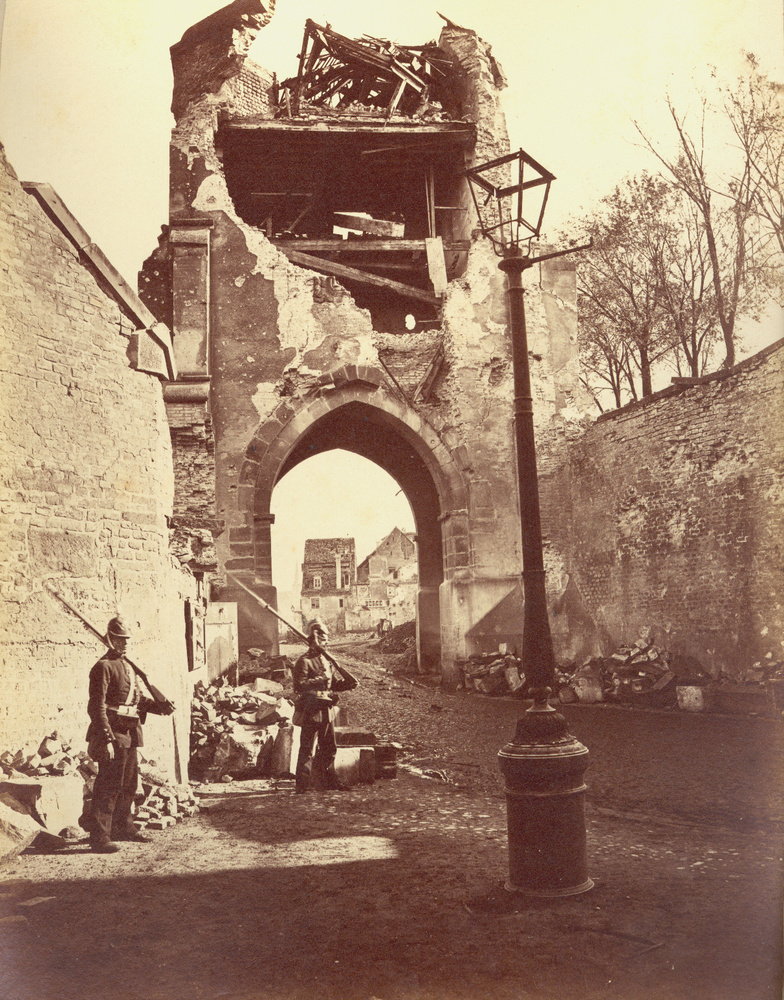
Foto eines im Deutsch-Französischen Krieg zerstörten Stadttors von Straßburg, 1870

- Ibbacher Sägemühle bei Petersthal, Schwarzwald, 1887

Fotografie
- Das Schloss zu Bruchsal in Photographieen, Fotomappe, Heidelberg 1871 (Digitalisat).
- Das zerstörte Strassburg. Studien nach der Natur in Photographieen, Fotomappe, Heidelberg 1871
- mit Julius Euting (Text): Bilder aus dem Elsass nach der Natur, Fotomappe, Straßburg 1875